# Alianza Nacional del Pueblo
La Alianza Nacional del Pueblo fue una coalición electoral chilena. Fue creada a fines de 1952 para apoyar al recién electo presidente Carlos Ibáñez del Campo en las elecciones parlamentarias de 1953. 
Estaba compuesta por el Partido Agrario Laborista, el Partido Socialista Popular, el Partido Democrático del Pueblo, el Partido Radical Doctrinario y el Partido Progresista Femenino. Representaba a los sectores más tradicionales y con mayor fuerza electoral del ibañismo. 
Para las elecciones parlamentarias se presentó de forma separada al resto de los partidos ibañistas, quienes se unieron en la Federación Nacional de Fuerzas Ibañistas y en el Movimiento Nacional Ibañista. Consiguió el 31,08% de los votos en la elección de diputados. 
Tiempo después de la elección, los partidos Socialista Popular, Democrático del Pueblo y Radical Doctrinario abandonaron el gobierno, dejando a los agrarios laboristas como el único sustento político de Ibáñez. Este hecho derivó en la disolución de la alianza.